# Wohnhaus Bahnhofstraße 13
Das Wohnhaus Bahnhofstraße 13 in der niedersächsischen Gemeinde Worpswede wurde Anfang des 20. Jahrhunderts gebaut. Aktuell (2025) wird es zum Wohnen und als Praxis genutzt.
Das Gebäude steht unter Denkmalschutz (siehe auch Liste der Baudenkmale in Worpswede).

## Geschichte und Beschreibung
Worpswede im Teufelsmoor wurde 1218 erstmals als Besitz des Klosters Osterholz erwähnt. Der Bremer Künstler und Architekt Heinrich Vogeler (1872–1942) gehörte ab 1894 zur ersten Generation der Künstlerkolonie Worpswede. Vogelers erstes Haus – der Barkenhoff – gestaltete er ab 1895 nach den Prinzipien des Jugendstils. Es wurde 1919 an die Gemeinde verkauft und später zunächst ein Kinderheim.
Dieses eingeschossige traufständige verklinkerte Gebäude mit falzziegelgedecktem Mansarddach und mittigem Giebel-Dachhaus in Fachwerk sowie offenem Eingangsvorbau mit eingestellten Holzsäulen und darüber Balkon wurde 1909 nach Plänen von Vogeler im Stil der Reformarchitektur mit Jugendstilelementen gebaut.
Das Landesdenkmalamt befand zum Garten u. a.: „… Sein (Vogelers) architektonisches Werk ist bislang nicht vollständig erfasst, man erkennt am Bauwerk jedoch auch hier seine Nähe zum Jugendstil und zur Reformarchitektur.“